# Truman Everts
Truman C. Everts (Burlington, 1816 – Hyattsville, 16 febbraio 1901) è stato uno scienziato statunitense.
Fu uno sfortunato ricercatore statunitense, che prese parte alla spedizione Washburn-Langford-Doane del 1870 attraverso il territorio dell'odierno Parco nazionale di Yellowstone. Per questo motivo il monte Everts fu chiamato così in suo onore.

## Biografia
Truman Everts era uno di sei figli di una famiglia che viveva nell'area dei Grandi Laghi. Probabilmente era sposato; nient'altro si sa eccetto il fatto che avesse una figlia di nome Elizabeth (Bessie), che si occupava della sua casa a Helena (Montana). Visse nel corso della sua vita in diversi luoghi, negli Stati del Michigan, del Kentucky, di New York, del Montana e, infine, del Maryland.
Prese parte alla guerra di secessione americana come operatore sanitario ed incontrò P. W. Norris, che successivamente divenne soprintendente del Parco nazionale di Yellowstone.
Nel 1865 il presidente degli USA Abraham Lincoln lo nominò Direttore dell'ufficio imposte del nuovo territorio del Montana. Perse questo incarico cinque anni dopo e decise di sfidare sé stesso prendendo parte alla spedizione Washburn-Langford-Doane nella zona di Yellowstone.

### La spedizione
Everts, 54enne, il più anziano tra i partecipanti, visse numerose disavventure in questa spedizione. Il 9 settembre 1870 a causa del forte vento perse i compagni e si smarrì a sud del lago di Yellowstone. Il giorno dopo il suo cavallo scappò con i suoi bagagli e le vettovaglie e - si dice - anche con i suoi occhiali. Alla ricerca del cavallo, Everts si perse completamente: scambiò il lago Heart con lo Yellowstone e il monte Sheridan con l'estremità nord del Two Ocean Plateau. Dopo quattro giorni senza cibo, trovò una pianta di cardo di cui mangiò le radici: probabilmente era l'unica pianta commestibile che poteva riconoscere senza occhiali, per via dell'altezza. Riuscì anche a catturare un uccello che mangiò crudo.
Lasciò in diversi posti messaggi per i suoi compagni ma questi non li trovarono, come lui non trovò mai i loro messaggi, né udì gli spari a salve e né vide i fuochi di segnalamento. L'11 o il 12 settembre incontrò un puma, da cui si salvò arrampicandosi su un albero. Probabilmente il 12 settembre lo sorprese una tempesta di neve; quasi congelato trovò una fonte calda e riuscì ad accendere un fuoco con un paio di occhialini da teatro. Rimase lì fino al 19 o al 20 settembre. Qualche notte dopo, in cui non riusciva ad addormentarsi per via dei ruggiti dei puma e dei rumori degli altri animali notturni, si ustionò una mano perché un colpo di sonno improvviso lo aveva colto mentre era vicino al fuoco. Più gravi ancora furono le ferite che riportò qualche notte dopo, quando il forte vento portò le fiamme del suo falò sugli alberi e sui cespugli vicini facendoli incendiare.
Everts continuò ad aggirare il lago di Yellowstone a ovest e seguì verso nord il corso del fiume omonimo. Dopo quattro giorni senza cibo e al freddo ebbe le prime allucinazioni. Vedeva e parlava con altre persone e perse il senso del tempo. Di nuovo trovò una fonte calda vicino alle cascate Lower Falls e alcuni pesciolini che mangiò crudi. Arrivato presso la Tower Fall, gli ci volle mezza giornata per catturare una locusta e un'altra mezza - senza buon esito - per una trota. Decise quindi di continuare a cibarsi di cardi. Il mattino successivo iniziò una tempesta di neve che lo costrinse a restare vicino al falò per due notti. Fortunatamente trovò nel bosco abbastanza cardi per poterne fare provvista e continuare il viaggio.
Duo o tre giorni prima di essere trovato e salvato, esausto si addormentò in un cespuglio di salvia durante una salita; quando si svegliò, senza sapere quanto tempo aveva dormito, riprese la sua marcia. Alla sera si accorse di aver perso i suoi occhiali da teatro con cui voleva accendere un fuoco. Tornò indietro per circa 8 km, camminando di notte fino al cespuglio di salvia in cui aveva dormito e qui ritrovò i suoi occhialini. Il giorno dopo ritornò fino al punto in cui aveva notato la perdita degli occhiali e accese un fuoco che, per il fatto che aveva ripreso a nevicare, dovette alimentare tutta la notte, senza poter dormire. Nonostante la neve, il giorno dopo continuò a marciare; era così infreddolito che solo a fatica riuscì ad accendere un fuoco per la notte. La sera dopo invece non ce la fece proprio per il grande freddo e la stanchezza.
Nel frattempo Judge Lawrence, un socio d'affari di Cornelius Hedges, altro membro della spedizione, offrì una ricompensa di 600 dollari a chi avesse ritrovato Everts. Fu Jack Baronett che lo ritrovò: il 16 ottobre avvistò qualcosa di scuro che andava a carponi, lo scambiò per un orso e pensò immediatamente di sparargli; ma poi decise di avvicinarsi di più e capì che era un uomo. Lo chiamò ma Everts non gli poteva rispondere per la debolezza. Baronett allora lo raggiunse e presolo in spalla lo portò fino al fiume Gardiner, accese un fuoco e gli diede del the. George A. Pritchett, altro membro della squadra di ricerca, li raggiunse. Everts delirava. Solo dopo alcuni giorni poté percorrere i 30 km fino ad una baracca di minatori insieme ai due salvatori. La baracca Turkey-Pen si trovava appena 3 km a est dell'arco di Roosevelt a Gardiner nel Montana, poco a nord di quello che oggi è il Parco nazionale di Yellowstone. Everts vi rimase alcuni giorni prima di tornare a Helena. Baronett non ricevette mai la ricompensa: Lawrence disse che Everts era ancora vivo e avrebbe potuto raggiungere da solo un luogo abitato, come anche Everts sostenne.
In totale Everts percorse circa 80 km in 37 giorni. Da allora il cardo che si trova in quella zona è anche chiamato cardo di Everts ed anche un monte poco a est delle Mammoth Hot Springs ha preso il nome dell'esploratore, che comunque non lo raggiunse mai. Il monte Everts non è infatti il monte su cui l'uomo fu salvato: per errore venne dato il suo nome ad un altro monte. Un torrente sul lato est del monte Everts si chiama Rescue Creek (Torrente del salvataggio).

### Vita dopo la spedizione
Everts scrisse la sua avventura e la pubblicò nel 1871 con il titolo Thirty-Seven Days of Peril (Trentasette giorni di periglio). Insieme alla figlia Bessie visitò di nuovo la zona di Yellowstone. A 64 o 65 anni Everts si risposò con una quattordicenne. Si trasferì con lei a Toledo (Ohio) e poi a Washington D.C., dove lavorò come impiegato delle poste. A 75 anni divenne di nuovo padre di un bambino, Truman Everts Jr., e visse ancora per dieci anni. Trascorse l'ultimo periodo a Hyattsville nel Maryland, dove morì il 16 febbraio 1901 per una infiammazione dei polmoni. Venne sepolto nel cimitero di Glenwood come la moglie, che morì nel 1947.